# گاودانه خور
گاودانه خور، روستایی است از توابع بخش مرکزی شهرستان دالاهو استان کرمانشاه ایران.

## جمعیت
این روستا در دهستان حومه کرند قرار داشته و بر اساس سرشماری سال ۱۳۸۵ جمعیت آن (۱۱۱خانوار) ۵۴۰نفر بوده‌است.

## منبع
1. ↑  درگاه ملی آمار